# 145街車站 (IRT百老匯-第七大道線)
145街車站（英語：145th Street station）是美國紐約地鐵IRT百老匯-第七大道線一個慢車地鐵站，位於曼哈頓哈萊姆區和漢密爾頓高地145街及百老匯交界，設有1號線（任何時候停站）列車服務。

## 車站結構
| G        | 街道     | 出入口                         |
| P 月台層 | 側式月台 | 側式月台                       |
| P 月台層 | 北行慢車 | ← 往范科特蘭公園-242街 (157街) |
| P 月台層 | 尖峰快車 | → 無定期服務                   |
| P 月台層 | 南行慢車 | → 往南碼頭 (137街-市立學院) →  |
| P 月台層 | 側式月台 |                                |

此站設有兩個側式月台和三條軌道。北行慢車軌道與中央軌道於車站北段合併，雙線繼續向北行駛。往南到103街車站的一段中央軌道不營運。兩個側式月台有少許偏差，北行月台稍為偏南。
車站南側設有137街車廠，從列車上亦可看見。軌道配置容許北行列車透過轉向至中央快速軌道繞過此站。1989－2005年間一度由1號線以隔站停靠方式服務，同時有9號線列車服務。尖峰時段，9號線列車停靠此站而1號線列車繞過此站。北行1號線列車使用中央快速軌道而南行列車只使用南行慢車軌道。

## 外部連結

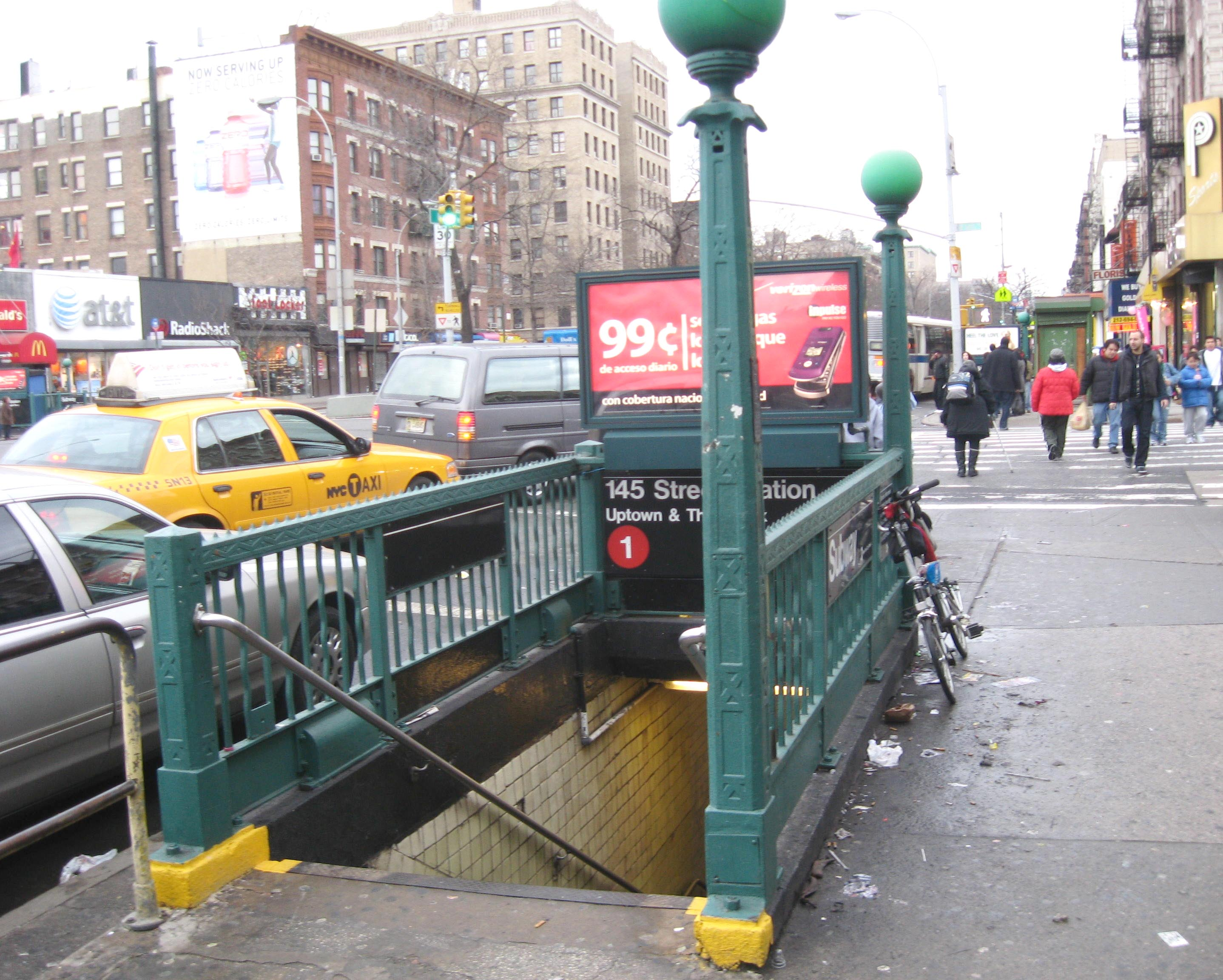
街梯

- nycsubway.org—IRT West Side Line: 145th Street
- Station Reporter – 1 Train
- Forgotten NY – Original 28 – NYC's First 28 Subway Stations（页面存档备份，存于）
- The Subway Nut – 145th Street Pictures（页面存档备份，存于）
- 145th Street entrance from Google Maps Street View
- Platforms from Google Maps Street View （页面存档备份，存于）